# 擬皺盔犀鳥屬
是犀鳥目下一個中至大型犀鳥的屬。該屬分佈在東南亞至所羅門群島，現下屬六種。

## 分類歷史
本屬為法國動物學家路德維希·賴興巴赫於1849年建立。其模式種後續在1855年由英國鳥類學家喬治·羅伯特·格雷指定為，即現今的蓝喉皱盔犀鸟。其屬名來自古希臘語的（指「皺紋」）及（指「角」）組合而成。
該屬物種曾連同現今小盔犀鳥屬物種同為無盔犀鳥屬的成員，隨後根據分子證據的發展，本屬成為作為其下亞屬存在，而今作為獨立一屬。:209

## 形態特徵
擬皺盔犀鳥屬的物種一般都有低及明顯的盔，及主要呈沉白角色的喙。雄鳥及雌鳥的主羽都是黑色的，但雄鳥的頭部及頸部是白色或棕色的。除了松巴皺盔犀鳥外，所有的尾白都是白色的。另外除了赤頸無盔犀鳥及花冠皺盔犀鳥的喉嚨是黃色外，其餘的都是藍色的。:224-240

## 保育狀況
在《瀕危野生動植物種國際貿易公約》，除淡喉皱盔犀鸟被列入附录一之外，其他种均被列為附錄二，被限制出口及貿易。

## 物種列表
本屬包含以下物種：
- 蓝喉皱盔犀鸟 Rhyticeros plicatus (Pennant, 1781)
- 拿岛皱盔犀鸟 Rhyticeros narcondami Hume, 1873
- 花冠皱盔犀鸟 Rhyticeros undulatus (Shaw, 1812)
- 松巴皱盔犀鸟 Rhyticeros everetti Rothschild, 1898
- 淡喉皱盔犀鸟 Rhyticeros subruficollis (Blyth, 1843)
- 苏拉威西皱盔犀鸟 Rhyticeros cassidix (Temminck, 1823)

在洛亞蒂群島的利福島發現了一種已滅絕但未曾描述的犀鳥，估計生存於3萬年前。該物種最初被分類於斑盔犀鳥屬中，但現已根據生物地理學將牠分類在擬皺盔犀鳥屬中。

## 外部連結
- 维基共享资源上的相關多媒體資源：擬皺盔犀鳥屬
- 維基物種上的相關：擬皺盔犀鳥屬